# Sklerocjum

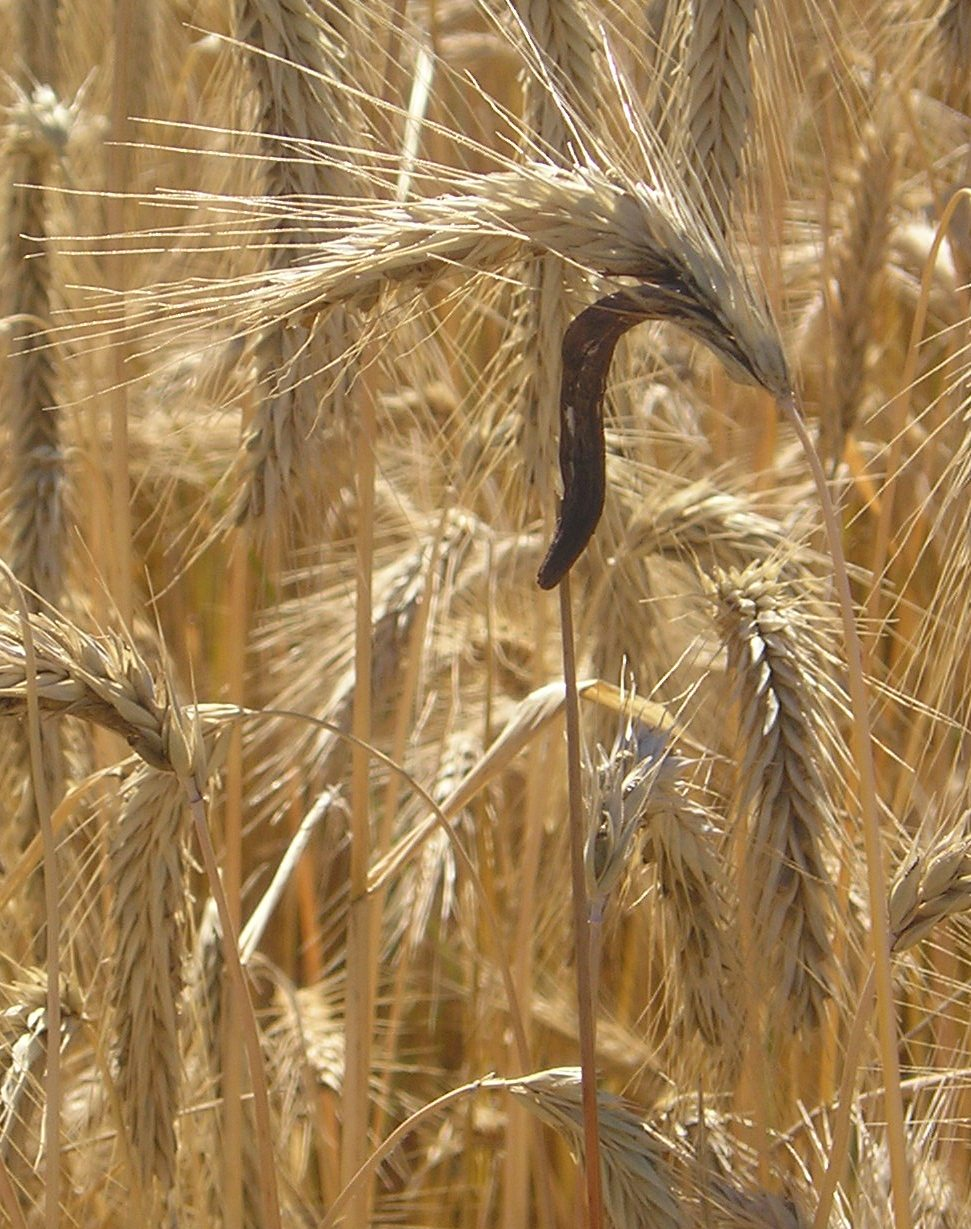
Sklerota buławinki czerwonej

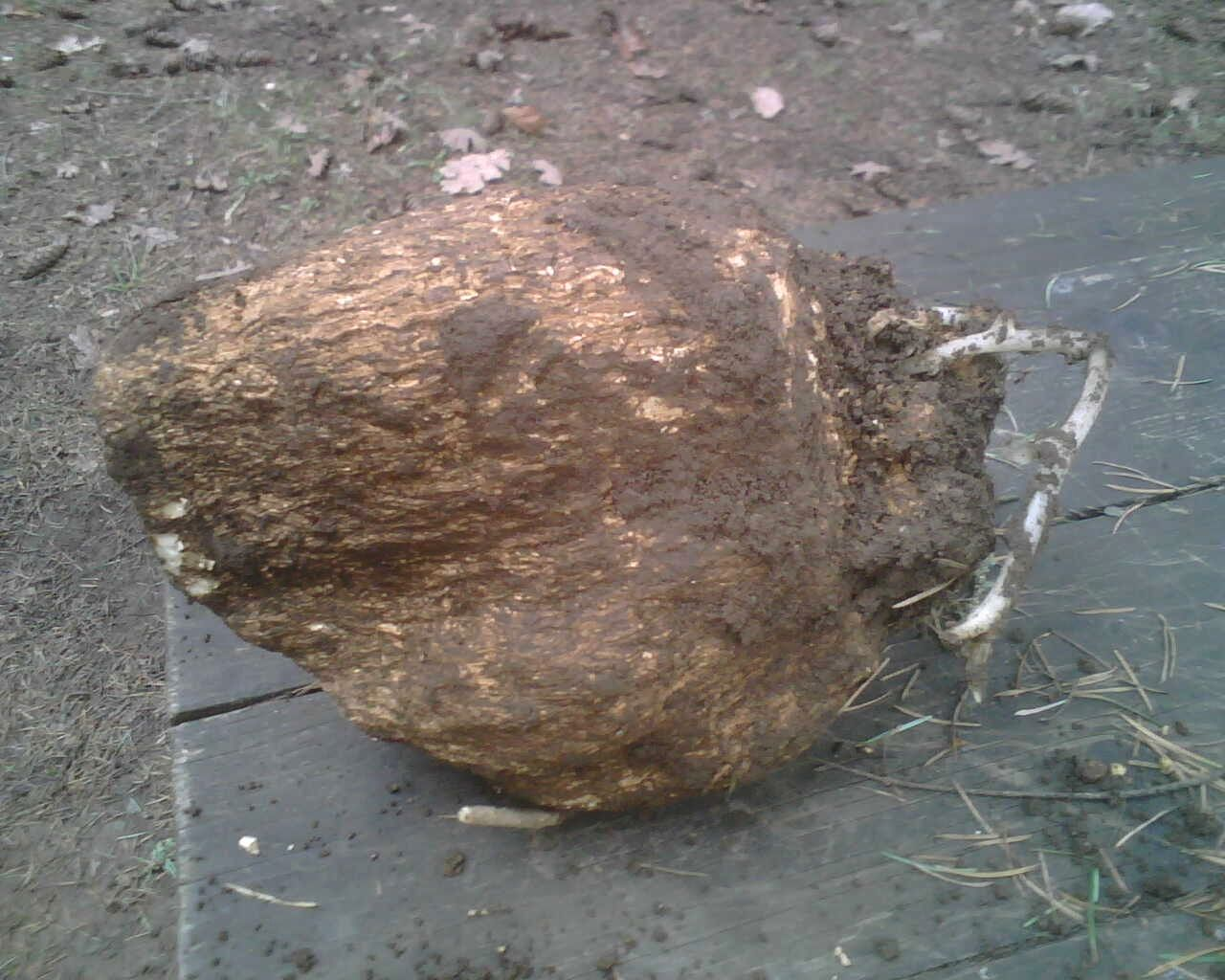
Sklerocjum Wolfiporia extensa

Sklerocjum lub sklerota (łac. sclerotium) – bulwowate (zwykle) wytwory grzybni zbudowane z paraplektynchymy, czyli gęsto splątanych strzępek. Są rodzajem przetrwalników. Szczególnie zbite, zwarte strzępki znajdują się na powierzchni skleroty, tworząc jej okrywę. Zadaniem sklerocjów jest magazynowanie substancji zapasowych, ale także biorą udział w rozmnażaniu. Z czasem, gdy sklerocja zgromadzą substancje zapasowe, coraz bardziej zbita warstwa zewnętrznej plektenchymy odcina ich łączność z grzybnią i sklerocja uniezależniają się od niej. W sprzyjających warunkach korzystając ze zgromadzonych zapasów rozwijają się z nich owocniki.
Sklerocja mogą występować na grzybni pod lub nad ziemią – na przykład u pasożytniczej buławinki czerwonej sklerocja, zwane sporyszem, występują na ziarniakach zbóż. Sklerocja innych pasożytniczych grzybów z rodzaju Sclerotinia wyrastają na powierzchniach korzeni, łodyg, liści, owoców wielu gatunków roślin, mogą występować także wewnątrz tkanek roślinnych (częste są wewnątrz łodyg słonecznika). Po obumarciu rośliny sklerocja w różny sposób ostatecznie przedostają się zazwyczaj do gleby, w której mogą przetrwać przez wiele miesięcy, a nawet lat, zanim wyrosną z nich nowe owocniki.
Sklerocja mają różny rozmiar – od wielkości główki szpilki po pięść człowieka – i zazwyczaj ciemny kolor. Największe wytwarza występujący w Australii Polyporus mylittae: rozmiary tych występujących pod ziemią sklerot dochodzą do wielkości głowy człowieka i są jadalne.
U niektórych grzybów, np. z grupy agonomycetes, sklerocja spełniają rolę konidiomu, czyli struktury wytwarzającej zarodniki konidialne. Podobną rolę jak sklerocja spełniają pseudosklerocja (pseudoskleroty). Również tworzą zwartą strukturę, ale zawierają nie tylko grzybnię, ale także przerośnięte nią części roślin lub ziemię.
Niektóre gatunki, np. Verticillium, tworzą bardzo drobne sklerocja zwane mikrosklerocjami.